# Католицька церква в Йорданії
Като́лицька це́рква в Йорда́нії — друга християнська конфесія Йорданії. Складова всесвітньої Католицької церкви, яку очолює на Землі римський папа. Керується конференцією єпископів. Станом на 2004 рік у країні нараховувалося близько 31 000 католиків (0,56% від усього населення). Існувало 1 діоцезій, які об'єднували 28 церковних парафій.  Кількість  священиків — 28 (з них представники секулярного духовенства — 23, члени чернечих організацій — 5), постійних дияконів — 0, монахів — 5, монахинь — 15.